# سفیر تایدر
سفیر سلیتی تایدر (زاده ۲۹ فوریهٔ ۱۹۹۲) بازیکن فوتبال اهل الجزایر است.